# Ephedrus primordialis
Ephedrus primordialis är en stekelart som beskrevs av Charles Thomas Brues 1933. Ephedrus primordialis ingår i släktet Ephedrus och familjen bracksteklar. Inga underarter finns listade i Catalogue of Life.